# Christine Heinlein
Christine Heinlein (* 1985 in Nürnberg) ist eine deutsche Drehbuchautorin.

## Leben
Nach ihrem Bachelor in Germanistik und Master in Philosophie an der Universität Potsdam ging sie für ein Jahr nach New York City, um dort ein einjähriges Drehbuchstudium an der New York Film Academy zu absolvieren. Ein weiteres Auslandssemester folgte 2013 an der Harvard Summer School mit Seminaren in Creative Writing und Visual Storytelling.
2010 wurde sie an der HFF München angenommen und schloss dort 2015 mit ihrem Drehbuch-Diplom ab.
Sie lebt und arbeitet in München als Drehbuchautorin, unter anderem für die ARD, Netflix, BR, Constantin Film und das ZDF.
Ihre Arbeiten wurden nominiert für den Jupiter Award 2023, den Grimme Preis 2020, den deutschen Kurzfilmpreis 2016 und den Max Ophüls Preis (2020 & 2018).

## Filmografie
- 2017: Aussetzer (Kurzfilm)
- 2017: Ego (Kurzfilm)
- 2019: Verliebt in Kroatien (TV-Komödie)
- 2019: Wir sind die Welle (Fernsehserie)
- 2019: Der Andere (Kurzfilm)
- 2019: Rosamunde Pilcher: Die Braut meines Bruders
- 2021: Freunde Sind mehr (Filmreihe)
- 2021: Doktor Ballouz (Fernsehserie, Staffel 2)
- 2021: Legal Affairs (Fernsehserie)
- 2023: Get Up (Kinofilm)
- 2023: Doktor Ballouz (Fernsehserie, Staffel 3)
- 2024: Die stillen Mörder (TV-Thriller)
- 2024: Mord mit Aussicht (Fernsehserie)
- 2024: Für immer Sommer (Reihe)

## Preise und Stipendien
- 2011: 1. Platz für das beste Dramabuch, sowie 1. Platz für das beste Spielfilmdrehbuch auf den „GIAA Festival of Short Films and Videos“ mit dem Drehbuch „Dear Brother“, New York City, USA
- 2016: Nominierung für den Deutschen Kurzfilmpreis mit „Aussetzer“
- 2016: Stipendium der Bayerischen Akademie des Schreibens 2016
- 2018: Cannes Film Festival, Next Generation German Films mit „Ego“
- 2018: Nominierung für den Max Ophüls Preis 2018 mit „Ego“
- 2020: Nominierung für den Grimme Preis mit „Wir sind die Welle“
- 2021: Screamfest Los Angeles, Winner „Best Student Short“ mit „Der Andere“
- 2022: Lift-Off Season Award, Kategorie Best Screenplay mit „Der Andere“
- 2023: 20. Festival des Deutschen Films; Nominierung für den Filmkunstpreis und den Rheingold Publikumspreis mit „Die Stillen Mörder“
- 2023: Nominierung für den Jupiter Award 2023 mit „Doktor Ballouz“ (Staffel 3)